# Liu Hao (athlétisme)
Liu Hao (né le 19 novembre 1968) est un athlète chinois, spécialiste du lancer du poids.

## Biographie
Il remporte la médaille d'or du lancer du poids lors des championnats d'Asie 1993, à Manille, avec la marque de 19,04 m. Il s'impose par ailleurs les Jeux asiatiques 1990 et 1994.
Liu Hao remporte cinq titres de champion de Chine en 1994, 1995, 1996, 1998 et 2000. 

### Palmarès
| Date | Compétition             | Lieu      | Résultat | Épreuve         | Performance |
| ---- | ----------------------- | --------- | -------- | --------------- | ----------- |
| 1993 | Championnats d'Asie     | Manille   | 1er      | Lancer du poids | 19,04 m     |
| 1994 | Jeux asiatiques         | Hiroshima | 1er      | Lancer du poids | 19,26 m     |
| 1998 | Championnats d'Asie     | Fukuoka   | 2e       | Lancer du poids | 18,86 m     |
| 1998 | Jeux asiatiques         | Bangkok   | 1er      | Lancer du poids | 19,20 m     |
| 2001 | Jeux de l'Asie de l'Est | Osaka     | 1er      | Lancer du poids | 18,77 m     |

### Records
| Épreuve         | Performance | Lieu  | Date             |
| --------------- | ----------- | ----- | ---------------- |
| Lancer du poids | 19,72 m     | Pékin | 9 septembre 1993 |